# Росс, Андреа Кристин
Андреа Кристин Росс (англ. Andrea Christine Ross; род. 8 апреля 1991) — американская певица и актриса мюзиклов.
В 2007 году выпустила свой дебютный альбом «Moon River». Альбом состоит преимущественно из старых песен, ранее исполнявшимся ею в мюзиклах, среди этих песен: «Moon River», «No Matter What» и «What the World Needs Now Is Love».